# Karl Garbe (Politiker)
Karl Garbe (* 30. Dezember 1897 in Senftenberg; † 30. Mai 1929 in Bochum) war ein deutscher Politiker (SPD).

## Leben
Karl Garbe wurde als Sohn eines Bergarbeiters geboren. Nach dem Besuch der Volksschule in Senftenberg absolvierte er eine Schlosserlehre in Halle und arbeitete anschließend als Bergarbeiter. Von 1919 bis 1923 war er als Redakteur beim Halleschen Volksblatt tätig. Im Sommer 1923 zog er nach Bochum, wo er bis 1928 als Redakteur für die Bergarbeiter-Zeitung und dann bis zu seinem Tode für das Volksblatt arbeitete.
Garbe trat 1917 in die USPD ein und wurde 1922 Mitglied der SPD. Er war Vorsitzender des SPD-Ortsvereins Groß-Bochum und Mitglied des SPD-Bezirksvorstandes Westliches Westfalen. Von Dezember 1927 bis 1929 gehörte er als unbesoldetes Mitglied dem Bochumer Magistrat an. Im Mai 1928 wurde er als Abgeordneter in den Preußischen Landtag gewählt, dem er bis zu seinem Tode angehörte.
Karl Garbe starb im Alter von 31 Jahren an den Folgen einer Blinddarmoperation.
Sein Sohn ist der Journalist und Schriftsteller Karl Garbe (1927–2019).